# Freistadt
Freistadt (czes. Cáhlov) – miasto powiatowe w Austrii, w kraju związkowym Górna Austria, siedziba powiatu Freistadt. Liczy ok. 7,5 tys. mieszkańców.
W mieście rozwinął się przemysł meblarski, włókienniczy  oraz spożywczy.